# Vercesi (cognome)
Vercesi è un cognome di lingua italiana.

## Varianti
Vercese.

## Origine e diffusione
Cognome tipicamente settentrionale, è presente prevalentemente in Lombardia.
Potrebbe derivare dal toponimo Verceia o dal toponimo Vercelli, risultando in quest'ultimo caso variante del cognome Vercelli.

## Persone
- Ernesto Vercesi – politico italiano
- Galileo Vercesi – partigiano italiano Medaglia d'argento al valor militare alla memoria
- Ines Vercesi – ginnasta italiana